# Nicole Belloubet
Nicole Belloubet (Parigi, 15 giugno 1955) è una giurista, funzionaria e politica francese, Ministro dell'Educazione Nazionale e della Gioventù dall’8 febbraio al 21 settembre 2024, sostituendo Amélie Oudéa-Castéra.
In precedenza, ha anche ricoperto il ruolo di Ministro della giustizia nel secondo governo Philippe, sotto la presidenza di Emmanuel Macron, sostituendo François Bayrou, che si è dimesso il 19 giugno 2017